# رافت عیاد
رأفت عیاد (عربی: رأفت عياد؛ زادهٔ ۵ ژانویهٔ ۱۹۸۶) بازیکن فوتبال اهل فلسطین است.
وی همچنین در تیم ملی فوتبال فلسطین بازی کرده است.